# Калиновская, Анна Константиновна
Анна Константиновна Калиновская - Гюнгер (бел. Ганна Каліноўская; р. 17 мая 1985 года)  — белорусская волейболистка. Игрок национальной сборной Беларуси и ВК «Минчанка». Мастер спорта Республики Беларусь международного класса (2012).

## Карьера
| Клуб                  | Начало выступлений | Окончание выступлений |
| --------------------- | ------------------ | --------------------- |
| «Славянка» Минск      | 2004-2005          | 2004-2005             |
| «Гази Университеси»   | 2005-2006          | 2005-2006             |
| «Атлант» Барановичи   | 2006-2007          | 2006-2007             |
| Hainaut Volley        | 2007-2008          | 2009-2010             |
| «Пурсаклар» Беледиеши | 2010-2011          | 2010-2011             |
| VfB Suhl              | 2011-2012          | 2012-2013             |
| Жемчужина Полесья     | 2014-2015          | 2014-2015             |
| «Минчанка»            | 2015-2016          | ...                   |

## Достижения
- Чемпион Беларуси - 2005, 2006, 2015